# 阿塞韋多 (烏伊拉省)

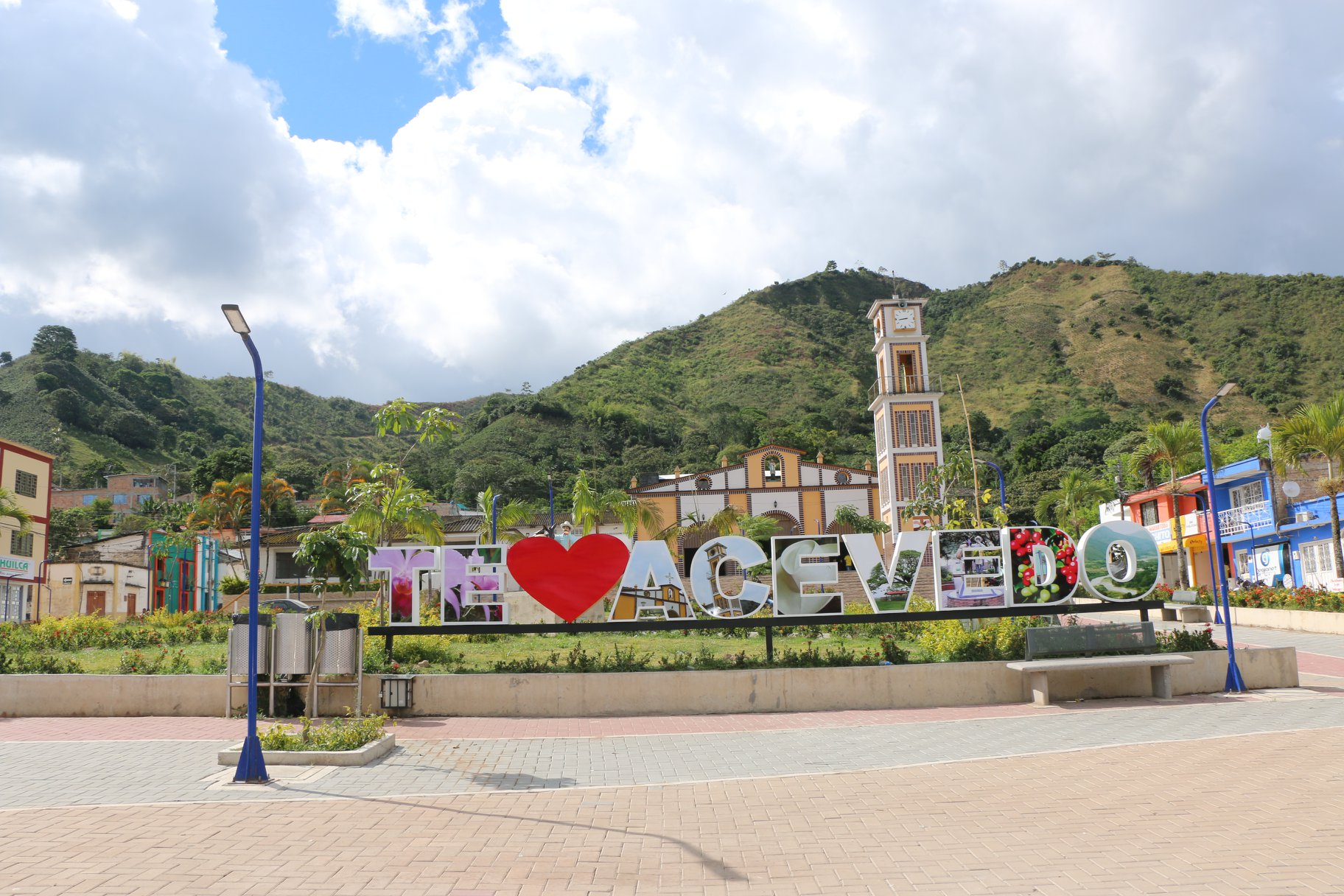
中央阿塞韋多公園

阿塞韋多是哥倫比亞的城鎮，位於該國西南部，由乌伊拉省負責管轄，距離首府內瓦182公里，始建於1756年8月6日，面積612平方公里，海拔高度1,348米，2005年人口26,597。
1°49′09″N 75°53′47″W / 1.81917°N 75.8964°W